# Семенович Василь Микитович
Семенович Васи́ль Мики́тович — старший сержант Збройних сил України.
21 жовтня 2014 року — за особисту мужність і героїзм, виявлені у захисті державного суверенітету та територіальної цілісності України, вірність військовій присязі під час російсько-української війни, відзначений — нагороджений орденом «За мужність» III ступеня.